# سورنی (باشقیرستان)
سورنی (به لاتین: Severny) یک منطقهٔ مسکونی در روسیه است که در باشقیرستان واقع شده‌است. سورنی ۲۹۲ نفر جمعیت دارد.